# Ère Kenkyū
 (mars 2024).
 (mars 2024).
La mise en forme du texte ne suit pas les recommandations de Wikipédia : il faut le « wikifier ».
Les points d'amélioration suivants sont les cas les plus fréquents. Le détail des points à revoir est peut-être précisé sur la page de discussion.
- Les titres sont pré-formatés par le logiciel. Ils ne sont ni en capitales, ni en gras.
- Le texte ne doit pas être écrit en capitales (les noms de famille non plus), ni en gras, ni en italique, ni en « petit »…
- Le gras n'est utilisé que pour surligner le titre de l'article dans l'introduction, une seule fois.
- L'italique est rarement utilisé : mots en langue étrangère, titres d'œuvres, noms de bateaux, etc.
- Les citations ne sont pas en italique mais en corps de texte normal. Elles sont entourées par des guillemets français : « et ».
- Les listes à puces sont à éviter, des paragraphes rédigés étant largement préférés. Les tableaux sont à réserver à la présentation de données structurées (résultats, etc.).
- Les appels de note de bas de page (petits chiffres en exposant, introduits par l'outil «  Source ») sont à placer entre la fin de phrase et le point final[comme ça].
- Les liens internes (vers d'autres articles de Wikipédia) sont à choisir avec parcimonie. Créez des liens vers des articles approfondissant le sujet. Les termes génériques sans rapport avec le sujet sont à éviter, ainsi que les répétitions de liens vers un même terme.
- Les liens externes sont à placer uniquement dans une section « Liens externes », à la fin de l'article. Ces liens sont à choisir avec parcimonie suivant les règles définies. Si un lien sert de source à l'article, son insertion dans le texte est à faire par les notes de bas de page.
- La présentation des références doit suivre les conventions bibliographiques. Il est recommandé d'utiliser les modèles {{Ouvrage}}, {{Chapitre}}, {{Article}}, {{Lien web}} et/ou {{Bibliographie}}. Le mode d'édition visuel peut mettre en forme automatiquement les références.
- Insérer une infobox (cadre d'informations à droite) n'est pas obligatoire pour parachever la mise en page.

Pour une aide détaillée, merci de consulter Aide:Wikification.
Si vous pensez que ces points ont été résolus, vous pouvez retirer ce bandeau et améliorer la mise en forme d'un autre article.
L'ère Kenkyū (建久) est une des ères du japon (年号, nengō, lit. « nom de l'année ») après l'ère Bunji et avant l'ère Shōji. Cette ère couvre la période allant du mois d'avril 1190 au mois d'avril 1199. L'empereur régnant est Go-Toba-tennō (後鳥羽天皇). C'est la dernière ère de la période Heian.

## Changement d'ère
- 1190 Kenkyū gannen (建久元年?) : le nom de la nouvelle ère est créé pour marquer un événement ou une série d'événements. L'ère précédente se termine là où commence la nouvelle, en Bunji 6, le 14e jour du 8e mois de 1185[3].

## Événements de l'ère Kenkyū
- 1192 (Kenkyū 3, treizième jour du troisième mois) : l'ancien empereur Go-Shirakawa meurt à l'âge de 66 ans[3]. Il est le père ou le grand-père de cinq empereurs - Nijō, Rokujō, Takakura, Antoku et Go-Toba, respectivement les 78e, 79e, 80e, 81e et 82e empereurs[4], .
- 1192 (Kenkyū 3, douzième jour du septième mois) : Minamoto Yoritomo est nommé "Grand général pacificateur des barbares" : shogun[5]. Il devient alors de facto dirigeant du Japon et met officiellement en place le shogunat de Kamakura. C'est le début de la préminence politique des guerriers.
- 1195 : le moine Eisai établit le temple Shōfuku-ji, premier temple zen du Japon.
- 1198 (Kenkyū 9, onzième jour du premier mois) : Go-Toba abdique et son fils ainé lui succède[6].
- 1198 (Kenkyū 9, troisième mois) : l'empereur Tsuchimikado est déclaré avoir accédé au trône[7].
- 1199 (Kenkyū 10, treizième jour du premier mois) : Yoritomo meurt à la suite d'une chute de cheval à l'âge de 53 ans à Kamakura[5].